# Opdecimes
Opdecimes of opdeciemen (Frans: décimes additionnels) zijn in het algemeen toeslagen van tien procent op een bepaald tarief. Ze worden in het Belgisch strafrecht gebruikt om het wettelijk bepaalde bedrag van de geldboetes periodiek aan te passen om gelijke tred te houden met de muntontwaarding. Doel is te vermijden dat inflatie het afschrikwekkend effect van de geldboeten zou ondergraven. In 2017 is de verhoging van de boetebedragen vastgesteld op 70 opdeciemen. Ze worden dus verhoogd met 700% (zeventig keer tien procent) of - wat wiskundig hetzelfde is - vermenigvuldigd met acht.

## Wetgeving
De opdecimes worden vastgesteld door de wet van 5 maart 1952 betreffende de opdecimes op de strafrechtelijke geldboeten.

Artikel 1: Het bedrag der strafrechtelijke geldboeten uitgesproken door de hoven en rechtbanken krachtens het Strafwetboek en de bijzondere, zelfs van na deze wet daterende wetten en reglementen, wordt met vijftig decimes verhoogd, zonder dat die verhoging het juridisch karakter van die boeten wijzigt.

Sinds 1 januari 2017 geldt een verhoging met 70 opdecimes: dit komt neer op een vermenigvuldiging van de boete met factor 8. Men moet ook rekening houden met het feit dat men in elke strafwet het woord "frank" moet lezen als "euro". Indien de wet dus voorschrijft dat een boete wordt opgelegd van 20 frank, moet men dit lezen als 20 euro.
In geval van een verhoging van de opdecimes zal de strafrechter de opdecimes toepassen die golden op het ogenblik waarop het misdrijf werd gepleegd en niet deze van kracht op het ogenblik van de uitspraak. Dit is een gevolg van het verbod van terugwerkende kracht van de strafwet. De strengere strafwet mag niet terugwerken. De mildere strafwet daarentegen wel (artikel 2, al. 2, van het Strafwetboek).

## Voorbeeld
Zoals een centiem een honderdste was van de frank, zo is een deciem een tiende van een bedrag. Verhogen met zeventig opdeciemen wil zeggen dat het boetebedrag voorzien in de strafwet verhoogd wordt met 70 tienden ('decimes') van dat bedrag, wat in de praktijk neerkomt op vermenigvuldigen met acht.
Artikel 230 van het Strafwetboek bepaalt dat hij die in het openbaar een adellijke titel aanneemt die hem niet toekomt, gestraft wordt met een geldboete van tweehonderd tot duizend euro. Deze bedragen moeten verhoogd worden met de opdecimes. 
De minimumgeldboete is daardoor 200 [= het basisbedrag] + (20 [= 1 deciem van 200] x 70 [= het aantal decimes]) = 1.600 euro. De maximumgeldboete is (eenvoudiger geteld) 1.000 x 8 = 8.000 euro. Wie in het openbaar een adellijke titel aanneemt die hem niet toekomt kan dus gestraft worden met een geldboete van 1.600 euro tot 8.000 euro.

## Historische aanpassingen
De opdecimes worden om de zoveel jaar gewijzigd. Oorspronkelijk (wet van 24 juli 1921) was de verhoging met 20 opdecimes (x3). De opdecimes bedroegen 190 (x20) in 1952, 290 (x30) in 1970, 390 (x40) in 1975, 590 (x60) in 1981, 790 (x80) in 1990, 890 (x90) in 1991, 990 (x100) in 1992, 1490 (x150) in 1994 en 1990 (x200) in 1995.
Bij de invoering van de euro werden de boetebedragen in de strafwet ongewijzigd behouden (een frank boete werd een euro boete) terwijl het aantal opdecimes werd verlaagd naar 40 (x5). Daardoor werd de effectieve boete iets verhoogd (200 frank was iets minder waard dan 5 euro).
Het aantal opdecimes werd daarna nog verhoogd naar 45 (x5,5) in 2004, naar 50 (x6) in 2012 en naar 70 (x8) in 2017.

## Nederlands strafrecht
In Nederland wordt de hoogte van strafrechtelijke boetes niet in de wetstekst vastgelegd. Wel wordt de categorie in het wetboek van strafrecht bepaald. Aanpassing van de hoogte van het boetebedrag aan de geldontwaarding wordt vervolgens geregeld via het aanpassen van de bedragen per categorie (zie artikel 23 van het Wetboek van Strafrecht en artikel 27 van het Wetboek van Strafrecht BES).

## Voetnoten
1. ↑  Art. 2 Wet van 26 juni 2000 betreffende de invoering van de euro in de wetgeving die betrekking heeft op aangelegenheden als bedoeld in artikel 78 van de Grondwet.